# Vibranio
Il vibranio (in inglese vibranium) è un metallo immaginario presente nell'universo Marvel dei fumetti Marvel Comics. È virtualmente indistruttibile e, a differenza  dell'adamantio, è presente sul suolo terrestre grazie ad un asteroide proveniente dallo spazio.

## Caratteristiche e storia
La sua prima apparizione è in Daredevil n. 13 (febbraio 1966), scritto da Stan Lee e disegnato da John Romita Sr.. In seguito questa varietà del metallo verrà conosciuta come "varietà antartica" del vibranio, altrimenti noto come "anti-metallo". Successivamente, in Fantastic Four n. 53 (agosto 1966), viene introdotto un nuovo vibranio che verrà chiamato "varietà wakandiana", che è quella che poi è stata maggiormente utilizzata nelle storie.
Il vibranio è un raro metallo semi-indistruttibile (teoricamente di origine extraterrestre) con una caratteristica particolare, la capacità di assorbire l'energia sotto qualunque forma: meccanica, elettromagnetica, ecc.
Come accennato, nella finzione dell'universo Marvel ne esistono di due tipi: quello del Wakanda e quello dell'Antartide.

### Variante wakandiana
Il primo tipo si trova quasi esclusivamente nella piccola nazione immaginaria africana di Wakanda. Questo tipo di vibranio, grazie alle sue caratteristiche (di natura sconosciuta), assorbe l'energia vibratoria nelle sue vicinanze, come le onde sonore.
La velocità di assorbimento delle molecole del vibranio non aumenta se il vibranio assorbe energia meccanica. L'energia vibratoria assorbita è conservata tra i legami delle molecole che formano il vibranio. Come risultato, il vibranio che ha assorbito una quantità considerevole di energia vibratoria è estremamente duro da distruggere. Applicando una forza sufficiente, il vibranio esplode rilasciando l'energia precedentemente assorbita. Ci sono limiti alla capacità del vibranio di assorbire energia vibratoria, anche se non sono mai stati determinati con esattezza.
Per esempio, in anni recenti la Roxxon Oil scoprì che una piccola isola del Sud Atlantico conteneva del vibranio nel sottosuolo. La Roxxon fece bombardare il terreno per estrarlo. Incapace di assorbire tutta la forza delle esplosioni, il vibranio esplose assorbendo tutto il rumore prodotto dall'esplosione.
Nonostante sia spesso indicato come tale, il vibranio non è un elemento. Le sue proprietà non lo qualificano per rientrare nella tavola periodica degli elementi. Inoltre, il vibranio non è un elemento con un numero atomico più alto degli elementi noti, in quanto non è radioattivo.
Il mondo venne a conoscenza dell'esistenza del vibranio solo nella metà degli anni ottanta, anche se si era vociferato della sua esistenza per decenni.
Tempo dopo lo scienziato Ulysses Klaw, che aveva sentito delle voci sul vibranio, trovò la grande "montagna sacra" di vibranio in Wakanda. I re di Wakanda avevano protetto la montagna per generazioni e ne conservavano il segreto. Klaw non riuscì a rubare il vibranio della montagna ma uccise re T'Chaka, il cui figlio T'Challa divenne la Pantera Nera. T'Challa mise fine all'isolazionismo di Wakanda e rese pubblica l'esistenza di vibranio, utilizzando i profitti per arricchire e ammodernare la sua nazione.

### Variante antartica
L'altra forma è il vibranio antartico, così chiamato perché in natura si trova solo nell'isolata regione dell'Antartide chiamata Terra selvaggia. Il vibranio antartico è chiamato anche "anti-metallo" a causa dei suoi effetti: dove il vibranio di Wakanda assorbe l'energia vibratoria, il vibranio antartico emana vibrazioni che indeboliscono seriamente i legami molecolari dei metalli a esso vicini. Il risultato è che qualsiasi metallo solido nelle sue vicinanze (compreso l'adamantio) si liquefà.
Se le grandi quantità di vibranio antartico fossero raccolte insieme, a un certo punto la massa accumulata sarebbe tale che le vibrazioni aumenterebbero esponenzialmente. Teoricamente, se la montagna di vibranio di Wakanda fosse composta di vibranio antartico, le vibrazioni risultanti distruggerebbero tutto il metallo dell'Africa, e probabilmente anche oltre.
Come scoperto dalla Roxxon Oil, il vibranio antartico può trasformarsi in vibranio normale tramite un trattamento alle microonde. Ma il processo è temporaneo e dura pochi mesi, dopo di che le proprietà anti-metalliche si ripristinano.

## Altri media
Il vibranio appare in Iron Man 2, in cui, seppur innominato, viene usato da Tony Stark per migliorare la sua armatura. Ha un ruolo centrale in Captain America - Il primo Vendicatore, dove Howard Stark, padre di Tony, lo utilizza per realizzare lo scudo di Steve Rogers. In Avengers: Age of Ultron, il vibranio è uno dei motori della storia, in quanto diviene l'oggetto d'interesse del villain, Ultron, che si reca in Wakanda per rubarlo e usarlo per fabbricare un nuovo e più potente esoscheletro. Inoltre il vibranio appare anche in Black Panther sia negli strumenti usati dai Wakandiani, sia nella montagna da dove viene estratto. In Black Panther: Wakanda Forever si scopre che esistono rari giacimenti di Vibranio anche negli oceani, gelosamente custoditi da Namor e il suo popolo sottomarino.